# Parathroscinus corrinae
Parathroscinus corrinae is een keversoort uit de familie dwergpilkevers (Limnichidae). De wetenschappelijke naam van de soort werd in 1990 gepubliceerd door David P. Wooldridge.